# Kápolnásnyék
Kápolnásnyék é um município da Hungria, situado no condado de Fejér. Tem 41,5 km² de área e sua população em 2015 foi estimada em 3.590 habitantes.